# Batalla de Niquitao
La batalla de Niquitao es un hecho de armas donde una columna patriota dirigida por José Félix Ribas, Rafael Urdaneta, Vicente Campo Elías y José María Ortega que venía de los Llanos, derrota el viernes 2 de julio de 1813, en el páramo de Niquitao, al ejército realista estuvo al mando  del gobernador de Barinas, el capitán de fragata Antonio Tiscar y Pedrosa y el Capitán José Marti, el cual luego de la derrota de la batalla. 

## Hechos
El 2 de julio, al amanecer, inició Ribas el avance hacia el objetivo; y tan pronto estuvo cerca de los realistas, ordenó al mayor Rafael Urdaneta, comandante del centro, que atacase la posición enemiga. En combinación con esta acción, el ala derecha del capitán José María Ortega debía cargar la posición por la izquierda. Este ataque dio por resultado el desalojo de la línea por los realistas y su repliegue hasta otra línea de alturas. Ribas ordenó a la caballería que marchase por el camino real, y «tocando a degüello» (toque de corneta llamado también ataque), conquistase unas alturas a retaguardia de las que ocupaba Martí; al mismo tiempo que con la infantería cargaba de frente.
Esta maniobra dio los resultados que se esperaban: el enemigo fue cortado y obligado a retirarse de sus posiciones. La victoria fue completa, seguida de activa persecución. Los pocos realistas sobrevivientes consigue retirarse a Nutrias y San Fernando de Apure. Fueron hechos prisioneros 540 realistas, muchos de ellos se pasaron a los patriotas. Los tres capitanes españoles y otros ocho individuos originarios de España fueron ejecutados en otro episodio de la guerra a muerte.
Bolívar y Girardot avanzan sobre los restos realistas al mando de Tiscar, que consiguen retirarse hacia Nutrias y San Fernando de Apure donde pretendían reunirse con José Antonio Yáñez, que vía Apure, desde Guasdalito, en su camino desde San Cristóbal, había vencido al patriota Antonio Nicolás Briceño, el 15 de mayo. Pero Antonio Tiscar y Pedrosa no consigue reunirse con Yáñez y se embarca hacia Angostura, en la Guayana venezolana.